# Palivodenica
Paldenicë en albanais et Palivodenica en serbe latin (en serbe cyrillique : Паливоденица) est une localité du Kosovo située dans la commune/municipalité de Kaçanik/Kačanik, district de Ferizaj/Uroševac (Kosovo) ou district de Kosovo (Serbie). Selon le recensement kosovar de 2011, elle compte 1 723 habitants.
Selon le découpage administratif kosovar, le village fait partie de la commune/municipalité de Han i Elezit/Đeneral Janković.

## Histoire
Sur le territoire du village se trouve un site archéologique d'époque romaine proposé pour une inscription sur la liste des monuments culturels du Kosovo.

## Démographie

### Évolution historique de la population dans la localité
| 1948 | 1953 | 1961 | 1971 | 1981 | 1991 | 2011  |
| ---- | ---- | ---- | ---- | ---- | ---- | ----- |
| 182  | 330  | 330  | 383  | 724  | 837  | 1 723 |

|  |

### Répartition de la population par nationalités (2011)
En 2011, les Albanais représentaient 97,62 % de la population.